# Ctenopelma fulvescens
Ctenopelma fulvescens är en stekelart som beskrevs av Barron 1981. Ctenopelma fulvescens ingår i släktet Ctenopelma och familjen brokparasitsteklar. Inga underarter finns listade i Catalogue of Life.